# Lạm dụng chất
Lạm dụng chất, còn được gọi là lạm dụng thuốc / lạm dụng chất gây nghiện / lạm dụng ma túy, là việc sử dụng một loại thuốc mà người dùng tiêu thụ chất này với liều dùng hoặc với các phương pháp có hại cho bản thân hoặc người khác và là một dạng rối loạn liên quan đến chất. Các định nghĩa khác nhau về lạm dụng thuốc được sử dụng trong bối cảnh y tế công cộng, y tế và hình sự. Trong một số trường hợp, hành vi phạm tội hoặc chống đối xã hội xảy ra khi người đó chịu ảnh hưởng của ma túy và sự thay đổi tính cách lâu dài ở các cá nhân cũng có thể xảy ra. Ngoài các tác hại về thể chất, xã hội và tâm lý, việc sử dụng một số loại thuốc cũng có thể dẫn đến hình phạt hình sự, mặc dù những điều này rất khác nhau tùy thuộc vào khu vực pháp lý địa phương.
Các loại thuốc / chất gây nghiện thường liên quan đến thuật ngữ này bao gồm: rượu, amphetamine, barbiturat, benzodiazepine, cần sa, cocaine, chất gây ảo giác, methaqualone và opioid. Nguyên nhân chính xác của việc lạm dụng chất không rõ ràng, với hai lý thuyết chủ yếu là: hoặc là một khuynh hướng di truyền có được từ người khác, hoặc một thói quen nếu việc nghiện phát triển, biểu hiện như một bệnh suy nhược mãn tính.
Trong năm 2010, khoảng 5% người trên Trái Đất (230 triệu) đã sử dụng một chất gây nghiện bất hợp pháp.  Trong số này có 27 triệu người có sử dụng ma túy có nguy cơ cao còn được gọi là sử dụng ma túy tái phát gây hại cho sức khỏe, các vấn đề tâm lý hoặc các vấn đề xã hội khiến họ có nguy cơ gặp phải những nguy hiểm đó. Trong năm 2015, rối loạn sử dụng chất gây ra 307.400 ca tử vong, tăng từ 165.000 ca tử vong vào năm 1990. Trong đó, số lượng cao nhất là do rối loạn sử dụng rượu ở mức 137.500, rối loạn sử dụng opioid ở 122.100 ca tử vong, rối loạn sử dụng amphetamine ở 12.200 ca tử vong và rối loạn sử dụng cocaine ở mức 11.100.